# إيدي غروفز
إيدي غروفز (بالإنجليزية: Eddy Groves) هو مسير أعمال أسترالي، ولد في 16 يونيو 1966.